# Melitaea puella
Melitaea puella är en fjärilsart som beskrevs av Higgins 1941. Melitaea puella ingår i släktet Melitaea och familjen praktfjärilar. Inga underarter finns listade i Catalogue of Life.